# Lee Sang-Ki
Lee Sang-Ki (hangul: 이상기, hanja: 李相箕), född den 5 juni 1966, är en sydkoreansk fäktare som tog OS-brons i herrarnas värja i samband med de olympiska fäktningstävlingarna 2000 i Sydney.